# Stephen Crabb
Stephen Crabb (født 20. januar 1973 i Inverness i Det skotske højland, men opvokset i Wales) er en britisk politiker, der i 2016 stiller op som kandidat til posten som leder af det britiske Konservative Parti.

## Valget af  David Camerons efterfølger
Posten som Det Konservative Partis leder blev ledig, da David Cameron den 24. juni varslede, at han ønskede at gå af som partileder og premierminister senere på året. 
Fristen for at tilmelde sig som kandidat blev fastsat til den 30. juni 2016. Ved fristens udløb var der  opstillet fem kandidater: Stephen Crabb, Liam Fox, Michael Gove, Andrea Leadsom og Theresa May.  

## Medlem af Underhuset
Siden 2005 har Stephen Crabb været medlem af Underhuset for Preseli Pembrokeshire i Wales. 

## Indpisker
I 2009 blev Stephen Crabb indpisker for oppositionen, og i 2010–2012 forsatte han indpisker for Regeringen David Cameron I. 

## Ministerposter
Stephen Crabb har været arbejds- og pensionsminister (Secretary of State for Work and Pensions) siden 19. marts 2016. Han var minister for Wales (Secretary of State for Wales) fra 15. juli 2014 til 19. marts 2016. Fra september 2012 til juli 2014 var han parlamentarisk understatssekretær for Wales.  